# 伊連河
伊連河是俄羅斯的河流，位於彼爾姆邊疆區，屬於瑟爾瓦河的左支流，河道全長214公里，流域面積6,110平方公里，最終在昆古爾注入瑟爾瓦河。